# جغرافیای قبرس

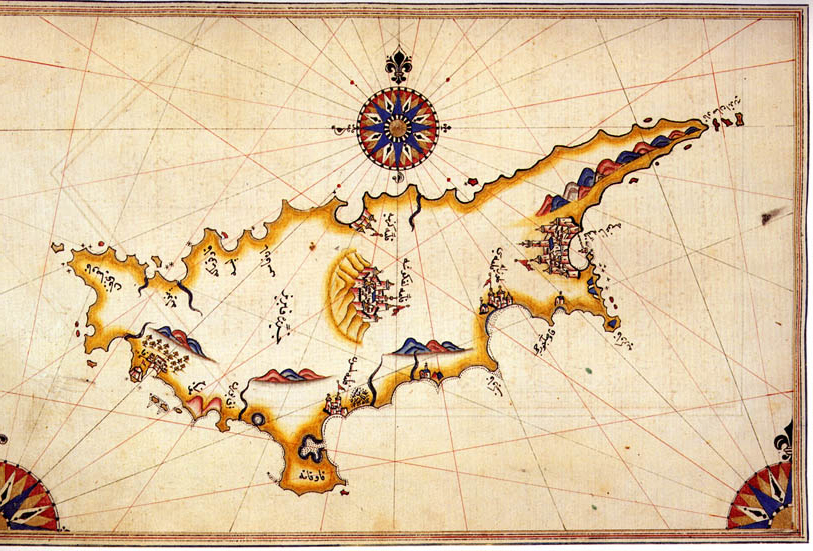
نقشه‌ای تاریخی از قبرس، نگاشته پیری رئیس.

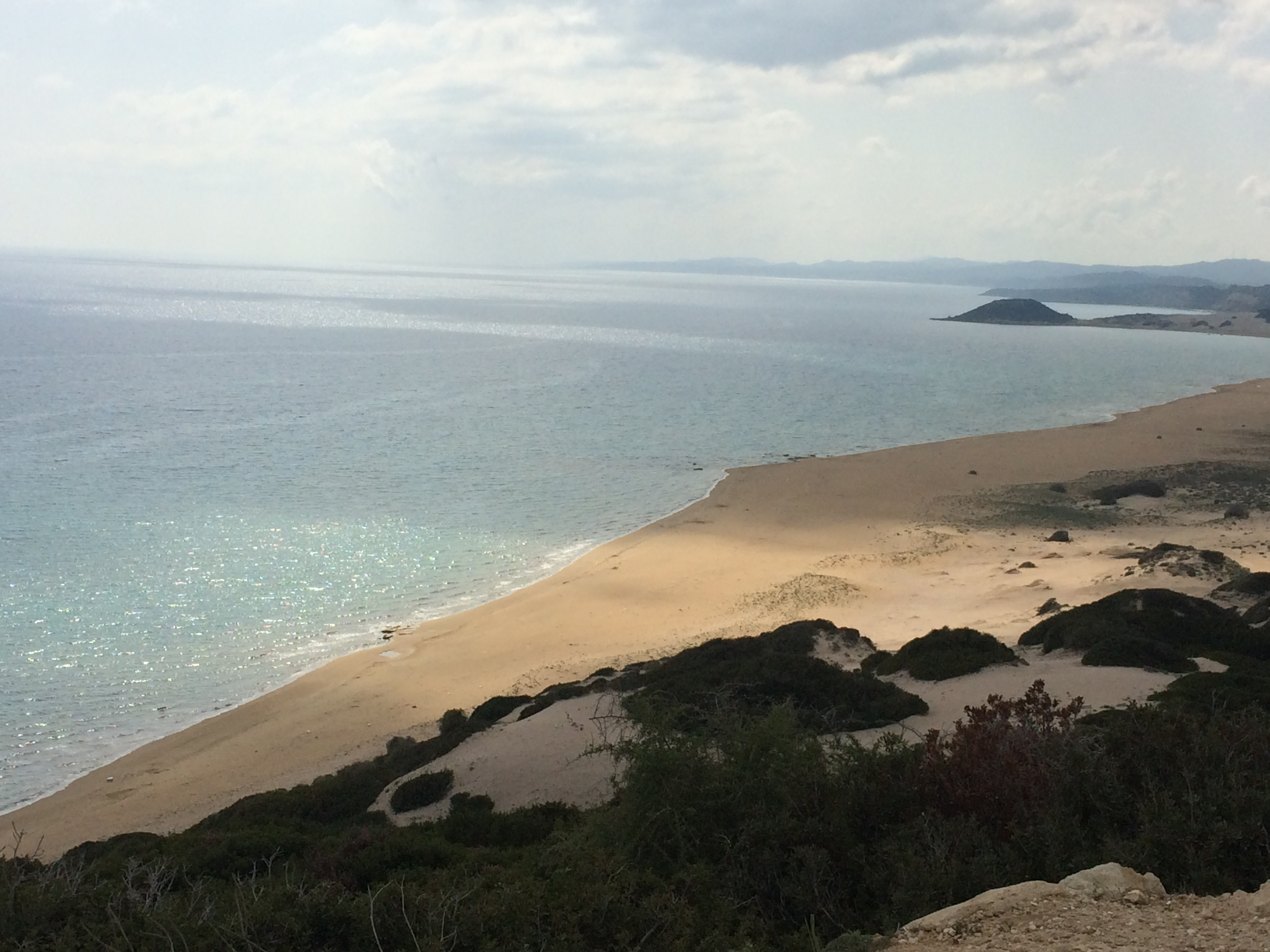
ساحل طلایی قبرس

قبرس دارای تابستان‌های گرم و خشک و زمستانهای معتدل است. حدود ۱۲٪ زمین‌های آن زیر کشت بوده و در آن مرکبات، سیب زمینی، گندم، زیتون و جو به عمل می‌آید. پرورش گوسفند، بز و خوک نیز رایج است. صنایع قبرس چندان پیشرفته نیست و شامل صنایع دستی و محلی می‌باشد. توریسم، منبع درآمد مهمی برای قبرس محسوب می‌شود.

## تقسیمات کشوری
جمهوری قبرس به شش استان تقسیم شده‌است. نام این استان‌ها فاماگوستا)، کیرنیا، لارناکا، لیماسول، نیکوزیا، و پافوس است.

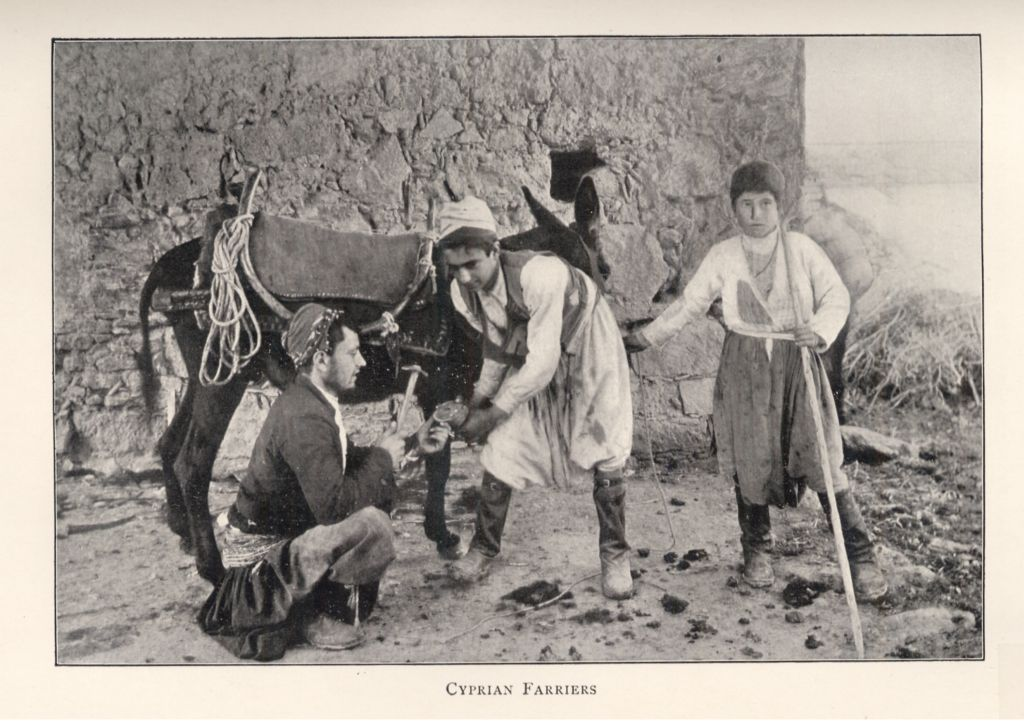
دو مرد قبرسی در حال نعل کردن الاغ، سال ۱۹۰۰. الاغ‌های قبرسی در ایران شهرت بسیاری پیدا کرده‌اند.

| نقشه استان‌های قبرس | استان‌ها | به یونانی | به ترکی |  | فاماگوستا | Αμμόχωστος (Ammochostos) | Gazimağusa/Mağusa | کایرنیا | Κερύvεια (Keryneia) | Girne | لارناکا | Λάρνακα (Larnaka) | Larnaka/İskele | لیماسول | Λεμεσός (Lemesos) | Limasol/Leymosun | نیکوزیا | Λευκωσία (Lefkosia) | Lefkoşa | پافوس | Πάφος (Pafos) | Baf/Gazibaf |